# MŠK Žilina
MŠK Žilina is een Slowaakse voetbalclub. De club uit Žilina is in 1908 opgericht onder de naam ZsTK Žilina en heeft sindsdien een aantal naamswijzigingen ondergaan voordat het in 1995 werd omgedoopt tot MŠK Žilina.

## Geschiedenis
De eerste landstitel van MŠK Žilina werd in 1928 gevierd, dankzij een overwinning op toen drievoudig kampioen ČsČK Bratislava. Een jaar later behaalden de "geel-groenen" opnieuw hun succes. Het seizoen 1946/47 was het succesvolst voor de club. In dat seizoen werd de ploeg derde in de eerste Tsjecho-Slowaakse competitie. In dat seizoen eindigde Slavia Praag als eerste en Sparta Praag als tweede.
In 1961 bereikte MŠK de finale van de nationale beker, waarin zij verloren van Tsjecho-Slowaakse kampioen AS Dukla Praag. Ondanks de nederlaag mocht MŠK dus toch uitkomen in Europa en wel in de Europacup II. In het Europees avontuur schopte MŠK het tot de kwartfinale, waarin zij het onderspit delfden voor AC Fiorentina. Thuis werd in de eerste wedstrijd weliswaar met 3-2 gewonnen, maar in Italië was Fiorentina met 2-0 te sterk. In 1969 speelde MŠK Žilina nog een seizoen in Europa, na het winnen van de vierde groep in de Intertoto Cup.
Vanaf 1996 is er bij MŠK Žilina aan een nieuw elftal gewerkt. De verantwoordelijken hiervoor waren: Radolský, Šuran, Jánoš, Turianik, Barmoš. In 1997 bereikte de club de Intertoto Cup, maar gewonnen werd deze niet, waardoor de club niet in een Europees hoofdtoernooi terechtkwam. In 1999 bereikte MŠK opnieuw de Intertoto Cup, maar ook ditmaal werd er geen plaats afgedwongen in een Europees hoofdtoernooi.
In de herfst van 2000 kwam coach Jurkemik bij de club, maar een paar maanden later vertrok hij alweer om bondscoach van Slowakije te worden. Desalniettemin bleef het elftal ook onder opvolger Kalvoda winnen en zo werd MŠK Žilina eindelijk weer eens nationaal kampioen.
In 2002/03 werd het team, onder leiding van trainer Lešický, opnieuw landskampioen. Het daaropvolgende seizoen werd een teleurstellend seizoen en trainer Lešický werd aan de kant gezet. In april kwam trainer Jurkemik weer bij de club en maakte MŠK alsnog landskampioen na tien overwinningen en drie gelijke spelen.
In 2007/08 plaatste de club zich voor de groepsfase van de UEFA-Cup. Daarin werd thuis verloren met 1-2 van Hamburger SV en uit met 0-1 van AFC Ajax, speelden uit gelijk tegen Slavia Praag met 0-0 en wonnen ze ten slotte thuis met 2-1 van Aston Villa.
In 2010/2011 kon de club zich voor de eerste keer plaatsen voor de poulefase van de UEFA Champions League. Daarin nam MŠK Žilina het op tegen Marseille, Chelsea en Spartak Moskou. Er werd niet één wedstrijd gewonnen, en de thuiswedstrijd tegen Marseille liep uit op een fiasco: 0-7.
Op 30 maart 2020 vroeg de club faillissement aan vanwege de financiële gevolgen van de coronacrisis. De club kon de spelerssalarissen niet meer betalen nadat de spelers een tijdelijke salarisverlaging weigerden. Wel werden de mogelijkheden voor een doorstart onderzocht.   

## Naamsveranderingen
- 1908 — Opgericht als ZsTK Žilina
- 1909 — ZTS Žilina
- 1919 — SK Žilina
- 1948 — Sokol Slovena Žilina
- 1953 — Jiskra Slovena Žilina
- 1956 — DSO Dynamo Žilina
- 1963 — Jednota Žilina
- 1967 — TJ ZVL Žilina
- 1990 — ŠK Žilina
- 1995 — MŠK Žilina

## Erelijst
Tsjecho-Slowakije
- Kampioen van Slowakije

Winnaar: 1928, 1929
- Beker van Slowakije

Finalist: 1961
 Slowakije
- Landskampioen

Winnaar: 2002, 2003, 2004, 2007, 2010, 2012, 2017
- Beker van Slowakije

Winnaar: 2012
Finalist: 2011, 2013, 2019, 2021
- Supercup

Winnaar: 2003, 2004, 2007, 2010, 2012

## Eindklasseringen
| Seizoen   | №  | Clubs | Divisie                     | Duels | Winst | Gelijk | Verlies | Doelsaldo | Punten | Tsch  |
| --------- | -- | ----- | --------------------------- | ----- | ----- | ------ | ------- | --------- | ------ | ----- |
| 1993–1994 | 5  | 12    | Corgoň Liga                 | 32    | 11    | 11     | 10      | 50–42     | 33     | 4.108 |
| 1994–1995 | 12 | 12    | Corgoň Liga                 | 32    | 9     | 3      | 20      | 37–53     | 30     | 2.560 |
| 1995–1996 | 2  | 16    | 1. slovenská futbalová liga | 30    | 17    | 5      | 8       | 57–27     | 56     | ???   |
| 1996–1997 | 9  | 16    | Corgoň Liga                 | 30    | 11    | 4      | 15      | 30–34     | 37     | 3.735 |
| 1997–1998 | 7  | 16    | Corgoň Liga                 | 30    | 11    | 9      | 10      | 23–25     | 42     | 2.948 |
| 1998–1999 | 6  | 16    | Corgoň Liga                 | 30    | 15    | 3      | 12      | 36–42     | 48     | 2.177 |
| 1999–2000 | 8  | 16    | Corgoň Liga                 | 30    | 12    | 5      | 13      | 39–37     | 41     | 2.002 |
| 2000–2001 | 5  | 10    | Corgoň Liga                 | 36    | 11    | 12     | 13      | 41–46     | 45     | 2.846 |
| 2001–2002 |    | 10    | Corgoň Liga                 | 36    | 21    | 6      | 9       | 62–37     | 69     | 5.714 |
| 2002–2003 |    | 10    | Corgoň Liga                 | 36    | 21    | 7      | 8       | 69–31     | 70     | 4.286 |
| 2003–2004 |    | 10    | Corgoň Liga                 | 36    | 17    | 13     | 6       | 62–35     | 64     | 3.394 |
| 2004–2005 | 2  | 10    | Corgoň Liga                 | 36    | 19    | 8      | 9       | 73–34     | 65     | 3.393 |
| 2005–2006 | 4  | 10    | Corgoň Liga                 | 36    | 18    | 6      | 12      | 69–44     | 60     | 2.807 |
| 2006–2007 |    | 12    | Corgoň Liga                 | 28    | 22    | 3      | 3       | 80–17     | 69     | 5.231 |
| 2007–2008 | 2  | 12    | Corgoň Liga                 | 33    | 22    | 7      | 4       | 75–30     | 73     | 4.192 |
| 2008–2009 | 2  | 12    | Corgoň Liga                 | 33    | 18    | 8      | 7       | 56–26     | 62     | 3.156 |
| 2009–2010 |    | 12    | Corgoň Liga                 | 33    | 23    | 4      | 6       | 59–17     | 73     | 3.730 |
| 2010–2011 | 3  | 12    | Corgoň Liga                 | 33    | 14    | 12     | 7       | 47–28     | 54     | 3.199 |
| 2011–2012 |    | 12    | Corgoň Liga                 | 33    | 19    | 10     | 4       | 52–27     | 67     | 2.993 |
| 2012–2013 | 7  | 12    | Corgoň Liga                 | 33    | 9     | 15     | 9       | 37–28     | 42     | 2.131 |
| 2013–2014 | 9  | 12    | Corgoň Liga                 | 33    | 11    | 7      | 15      | 49–50     | 40     | 1.915 |
| 2014–2015 | 2  | 12    | Fortuna Liga                | 33    | 20    | 9      | 4       | 68–25     | 69     | 2.157 |
| 2015–2016 | 5  | 12    | Fortuna Liga                | 33    | 14    | 6      | 13      | 58–46     | 48     | 1.709 |
| 2016–2017 |    | 12    | Fortuna Liga                | 30    | 23    | 4      | 3       | 82–25     | 73     | 2.909 |
| 2017–2018 | 4  | 12    | Fortuna Liga                | 31    | 17    | 2      | 12      | 61–48     | 53     | 3.160 |
| 2018–2019 | 4  | 12    | Fortuna Liga                | 32    | 16    | 6      | 10      | 56–44     | 54     | 2.224 |
| 2019–2020 | 2  | 12    | Fortuna Liga                | 27    | 15    | 6      | 6       | 48-25     | 51     | 2.577 |

## MŠK Žilina in Europa
MŠK Žilina speelt sinds 1961 in diverse Europese competities. Hieronder staan de competities en in welke seizoenen de club deelnam:
- Champions League (7x)

2002/03, 2003/04, 2004/05, 2007/08, 2010/11, 2012/13, 2017/18
- Europa League (5x)

2009/10, 2011/12, 2013/14, 2015/16, 2020/21
- Conference League (3x)

2021/22, 2023/24, 2025/26
- Europacup II (1x)

1961/62
- UEFA Cup (3x)

2003/04, 2005/06, 2008/09
- Intertoto Cup (2x)

1997, 1999
- Mitropacup (2x)

1973, 1983

## Bekende (oud-)spelers
- Miroslav Barčík
- Róbert Boženík
- Marián Čisovšký
- Martin Fabuš
- Dávid Hancko

- Tomáš Hubočan
- Ľubomír Faktor
- Radoslav Král
- Miloš Krško
- Marek Mintál

- Ladislav Molnár
- Andrej Porázik
- Ľubomír Reiter
- Leo Sauer
- Radoslav Zabavník

## Trainer-coaches[2]
- Ernst Hložek (1967–1969)
- Jozef Jankech (1985–1987)
- Karel Brückner (1988–1989)
- Dušan Radolský (1996–1997)
- Anton Jánoš (1998–1999)
- Ladislav Jurkemik (2000–2001)
- Leoš Kalvoda (2002)

- Milan Lešický (2002–2004)
- Ladislav Jurkemik (2004–2005)
- Karol Pecze (2005–2006)
- Marijan Vlak (2006–2007)
- Pavel Vrba (2007–2008)
- Dušan Radolský (2008–2009)
- Pavel Hapal (2009–2011)

- Lubomír Nosický (2011–2012)
- Frans Adelaar (2012–2013)
- Štefan Tarkovič (2013)
- Adrián Guľa (2013–2018)
- Jaroslav Kentoš (2018–2019)
- Pavol Staňo (2020)

Dunajská Streda · 
KFC Komárno ·
FC Košice ·
Železiarne Podbrezová ·
MFK Ružomberok · 
Skalica ·
Slovan Bratislava · 
Spartak Trnava · 
Tatran Prešov ·
AS Trenčín · 
MFK Zemplín Michalovce · 
MŠK Žilina